# James Carroll Beckwith
James Carroll Beckwith (ur. 23 września 1852 w Hannibal (Missouri), zm. 24 października 1917 w Nowym Jorku) – amerykański malarz portrecista.

## Życiorys
Urodził się w Hannibal w Missouri. Studiował w National Academy of Design w Nowym Jorku, której później został członkiem. W latach 1873–1878 studiował w Paryżu, był uczniem Carolusa-Durana. W 1878 r. wrócił do Stanów Zjednoczonych, gdzie został jedną z prominentnych postaci amerykańskiej sztuki.
Beckwith początkowo malował pejzaże, później głównie portrety, wśród znanych sportretowanych osób byli m.in. Mark Twain i William Walton. Ozdobił również jedną z kopuł Manufactures Building w czasie World Columbian Exposition w Chicago w 1893 r.

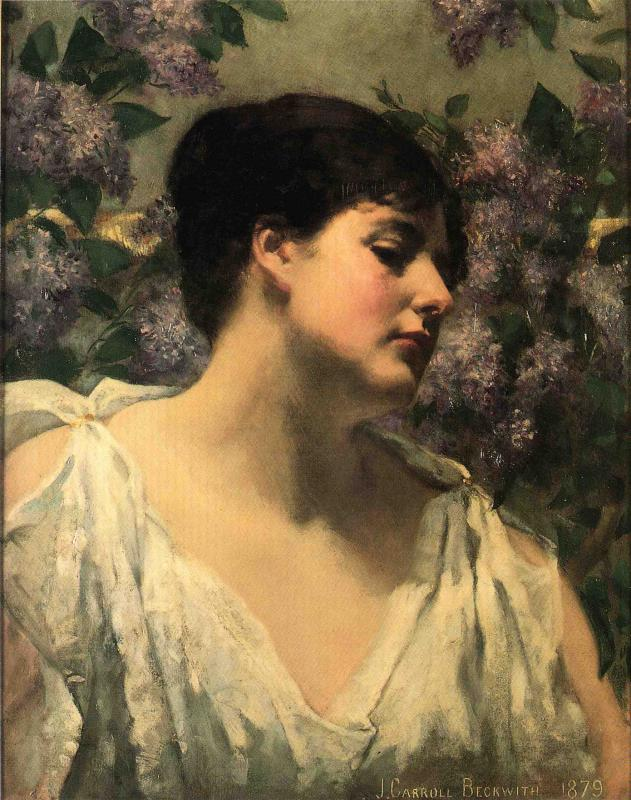
Pod bzami, 1879, kolekcja prywatna
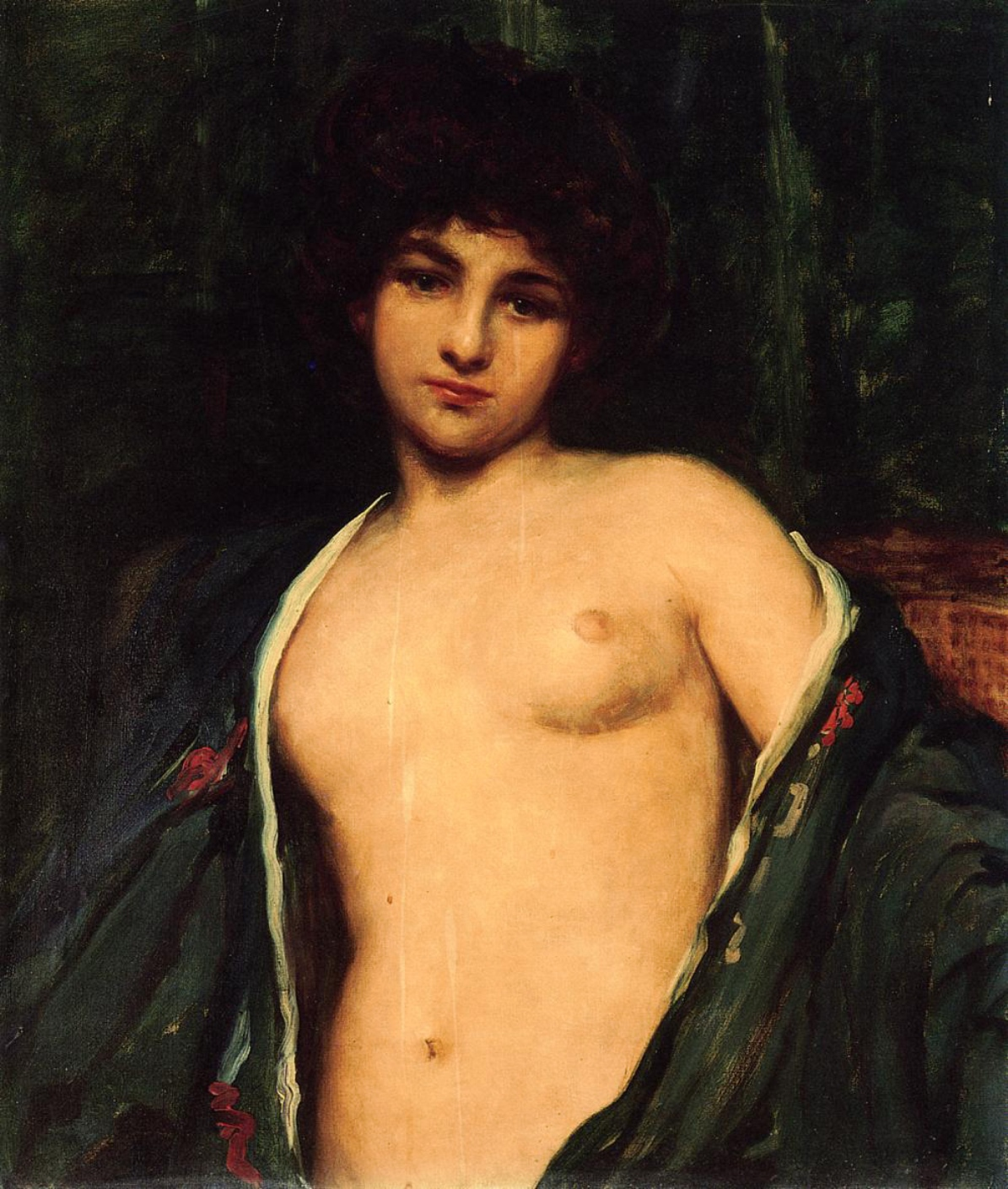
Portret Evelyn Nesbitt, 1901
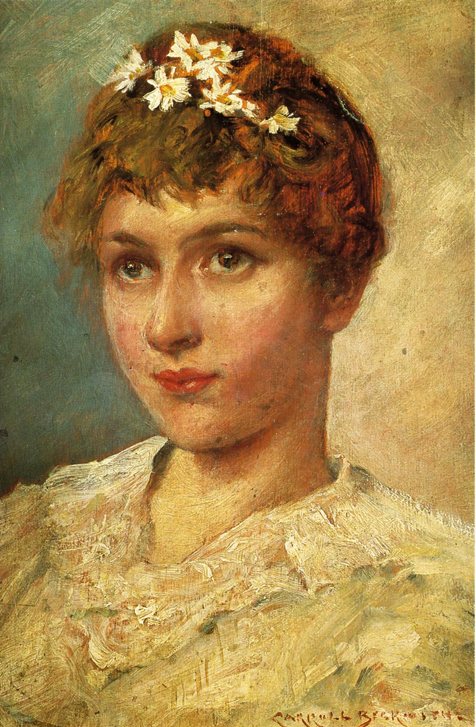
Margharite
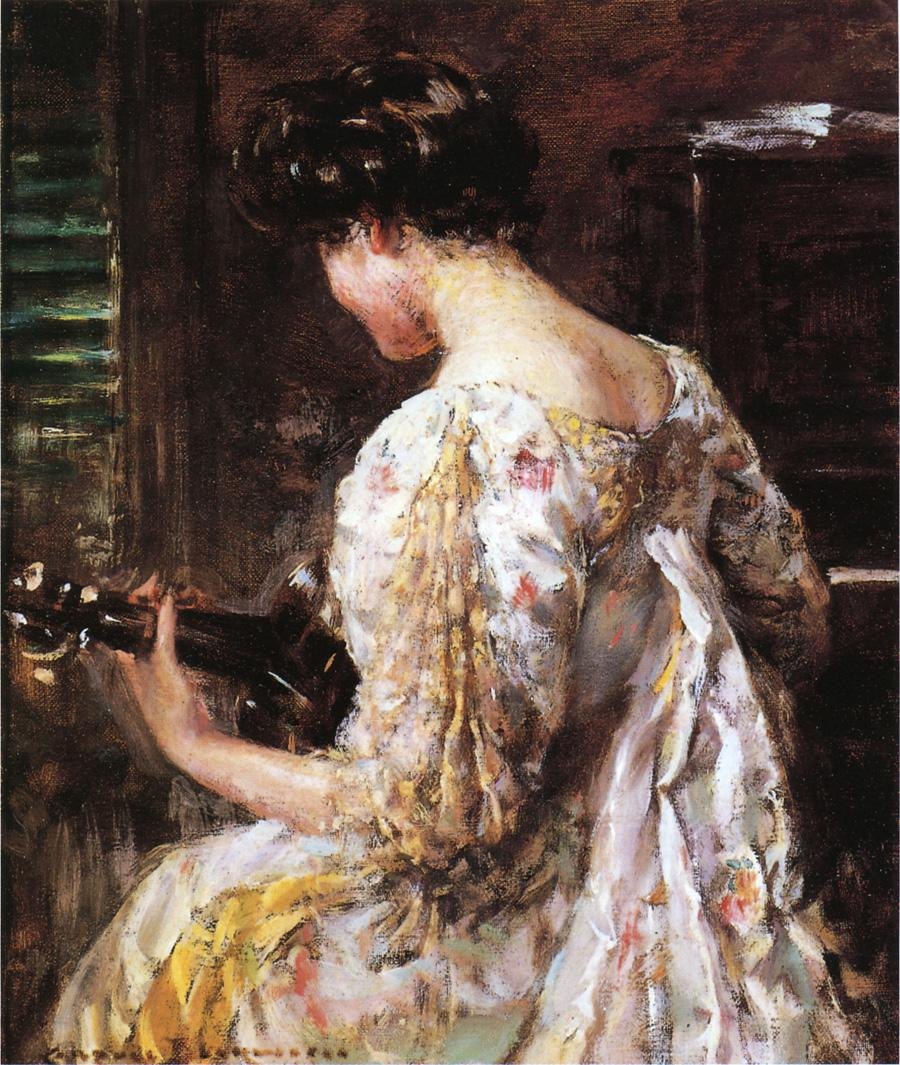
Kobieta z gitarą